# Leopoldo Minesso
Leopoldo Domenico Pasquale Minesso (Treviso, 3 ottobre 1842 – Treviso, 18 giugno 1913) è stato un avvocato, giornalista e politico italiano.

## Biografia
Laureato a Padova, avvocato penalista, è stato consigliere comunale, assessore, consigliere provinciale e membro della deputazione provinciale di Treviso. Cofondatore del quotidiano locale La Provincia e del periodico Archivio domestico, direttore della Banca Trevigiana del credito unito, ha presieduto la Camera di commercio e il consorzio per la Tranvia Mestre-Treviso-Sant'Artemio.